# Постріл (фільм, 1966)
«Постріл» (рос. «Выстрел») — радянський художній фільм-драма 1966 року. Фільм знятий за однойменною повістю О. С. Пушкіна.

## Сюжет
Головний герой фільму — Сільвіо (Михайло Козаков), відставний гусар. Його будинок відкритий для офіцерів полку, розквартированого в містечку. Сільвіо відомий як чудовий стрілець і носить в душі історію помсти: багато років тому він, тоді ще офіцер, посварився з якимось графом (Юрій Яковлєв) — щасливчиком і улюбленцем долі, справа дійшла до дуелі. Першим пострілом, граф не потрапив в супротивника і поводився з образливою байдужістю (він їв черешню в очікуванні відповідного пострілу), Сільвіо ж, здатний покласти кулю в кулю, вирішив не поспішати з відповіддю — він поскакав, відклавши свій постріл на багато років, вирішивши подивитися на те, як поведе себе граф, якщо дуель відбудеться при зовсім інших обставинах.

## У ролях
- Михайло Козаков —  Сільвіо
- Юрій Яковлєв —  граф
- Олег Табаков —  оповідач, Іван Бєлкін
- Аріадна Шенгелая —  Маша, графиня
- Валерій Бабятинський —  прапорщик
- Владлен Давидов —  полковник
- Борис Новиков —  Кузька
- Лев Поляков —  майор
- Володимир Прокоф'єв —  поручик
- Зінаїда Кікіна —  циганка
- Валентина Березуцька —  господиня
- Валерій Володін —  офіцер
- Лариса Жуковська —  дружина польського поміщика
- Валеріан Квачадзе — епізод
- Раїса Конюхова — епізод
- Василь Корнуков —  станційний доглядач
- Варвара Попова —  Кирилівна
- Олег Штода —  офіцер
- Герман Юшко —  офіцер
- Лариса Кронберг —  графиня  (немає в титрах)
- Дмитро Миргородський —  Мінський  (немає в титрах)

## Знімальна група
- Режисер-постановник:  Наум Трахтенберг
- Автор сценарію:  Микола Коварський
- Оператор-постановник:  Семен Шейнін
- Художник-постановник:  Ірина Шретер
- Композитор:  Карен Хачатурян
- Текст пісні: Ч. Сенюха
- Звукорежисер:  Арнольд Шаргородський